# Timofiej Mozgow
Timofiej Pawłowicz Mozgow, ros. Тимофей Павлович Мозгов (ur. 16 lipca 1986 r. w Petersburgu) – rosyjski koszykarz, reprezentant Rosji, grający na pozycji środkowego, mistrz NBA z 2016, z Cleveland Cavaliers, obecnie zawodnik Runa Basket Moskwa.
Przed występami w NBA, Mozgow grał w Chimkach Moskwa. 13 lipca 2010 podpisał kontrakt z New York Knicks. 22 lutego 2011 został oddany w wymianie do Denver Nuggets. W trakcie lokautu 2011 grał w Khimkach, jednak po jego zakończeniu wrócił do Denver. 27 lipca 2013 przedłużył swój kontrakt z Nuggets.
7 stycznia 2015, wraz z wyborem w drugiej rundzie draftu 2015, został wytransferowany do Cleveland Cavaliers, w zamian za dwa zastrzeżone wybory w drafcie 2015.
8 lipca 2016 jako wolny agent podpisał kontrakt z Los Angeles Lakers. 20 czerwca 2017 trafił w wyniku wymiany do Brooklyn Nets. 6 lipca 2018 został wysłany wraz z prawami do Hamidou Diallo, wyborem II rundy draftu 2021 oraz zobowiązaniami gotówkowymi do Charlotte Hornets w zamian za Dwighta Howarda. Dzień później trafił do Orlando Magic w ramach transakcji z udziałem trzech zespołów.
6 lipca 2019 został zwolniony przez Orlando Magic bez rozegrania ani jednego spotkania.

## Osiągnięcia
Stan na 1 marca 2022, na podstawie, o ile nie zaznaczono inaczej.
Rosja
- 3-krotny wicemistrz Rosji (2008–2010)
- Brązowy medalista mistrzostw Rosji (2007)
- Finalista:
  - Eurocupu (2009)
  - VTB (2009)
- Zdobywca Pucharu Rosji (2008)

NBA
- Mistrz NBA (2016)[15]
- Wicemistrz NBA (2015)[16]

Reprezentacja
- Brązowy medalista:
  - olimpijski (2012)
  - Europy (2011)
- Uczestnik:
  - Eurobasketu (2009 – 7. miejsce, 2011, 2017 – 4. miejsce)
  - mistrzostw świata (2010 – 7. miejsce)
  - Uniwersjady (2007)
  - kwalifikacji olimpijskich (2021 – 5. miejsce)